# ФК Тараз
ФК „Тараз“ (на казахски: Тараз Футбол Клубы е футболен клуб от град Тараз, Жамбълска област, Казахстан. Основан през 1960 година.
Домакинските си мачове играе на стадион „Централен“ с капацитет 12 525 зрители.

## Предишни имена
- „Металист“ (1961 – 1966)
- „Восход“ (1967 – 1968)
- „Енергетик“ (1968 – 1970)
- „Алатау“ (1971 – 1974)
- „Химик“ (1975 – 1991)
- „Фосфор“ (1992 – 1993)
- „Тараз“ (от 1993)

## Успехи
- Висша лига на Казахстан
  -  Шампион (1): 1996
  -  Вицешампион (2): 1995, 1997
- Купа на Казахстан:
  -  Носител (1): 2004
  -  Финалист (3): 1992, 1993, 2013

## Български футболисти
- Мартин Христов: 2009 - (8 мача - 0 гола)
- Милен Гамаков: 2022 - (22 мача - 1 гол)